# Banc Audiovisual de Testimonis del Memorial Democràtic
El Banc Audiovisual de Testimonis del Memorial Democràtic és un arxiu d'història oral que alberga gairebé un miler d'entrevistes, de les quals més de 400 han estat publicades en línia. El projecte emana de la Llei del Memorial Democràtic, que entre les seves funcions té la de la creació d'una banc de dades audiovisuals. Les entrevistes d'aquest arxiu procedeixen majoritàriament de les convocatòries de subvencions a la recerca, impulsades pel Memorial Democràtic en el període 2009-2010. El període històric de referència d'aquest arxiu és el que va des de la proclamació de la Segona República (14 d'abril de 1932), a les primeres eleccions al Parlament de Catalunya de 1980 després de la dictadura franquista (20 de març de 1980). La majoria d'entrevistes són memòries polítiques, i destaquen els relats d'antics presos polítics de la dictadura franquista i d'exiliats de la Guerra Civil Espanyola, entre d'altres. L'arxiu es va fer públic coincidint amb el XVIII Congrés Internacional d'Història Oral celebrat a Barcelona el juliol de 2014, i des de llavors és consultable en línia. Del Banc Audiovisual de Testimonis, a banda de les entrevistes, destaquen la creació d'un tesaurus d'història contemporània de Catalunya focalitzat en el període de referència del Memorial Democràtic (1931-1980), l'ús de noves tecnologies per a la gestió de la història oral, i la navegació en quatre idiomes per la totalitat dels continguts.